# Yūrei

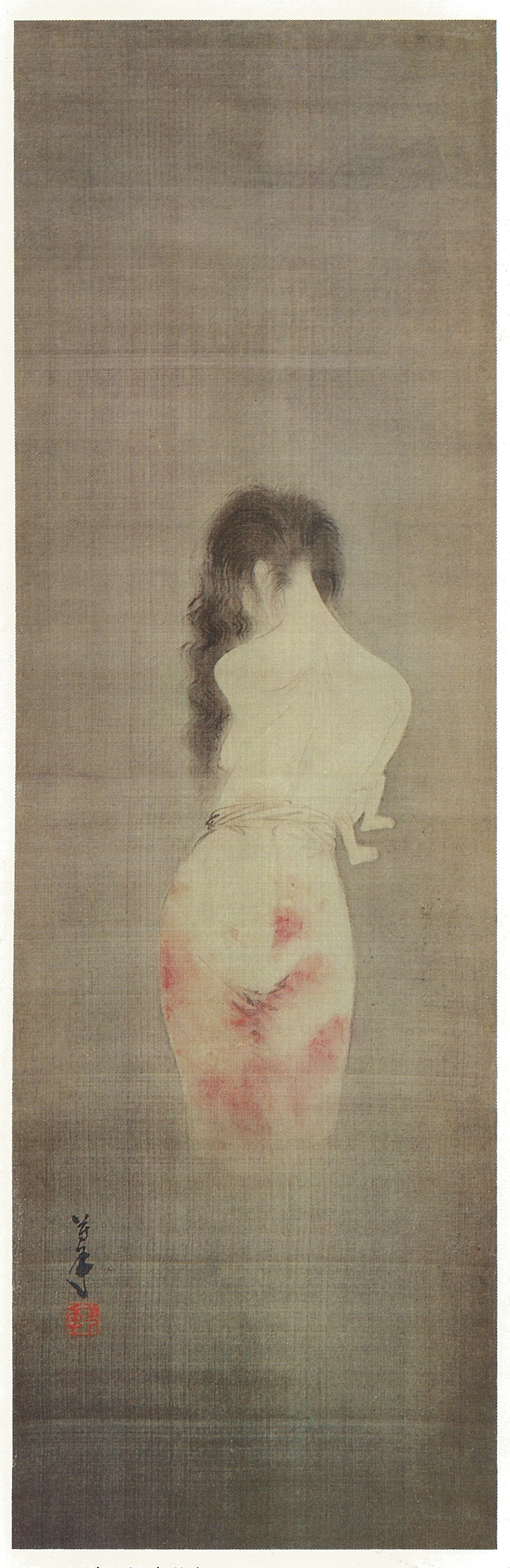
Bức tranh Yūrei bởi Tsukioka Yoshitoshi

Yūrei (幽霊 (U Linh)) là những con số trong văn hóa dân gian Nhật Bản tương tự như mô hình ma của phương Tây. Tên bao gồm 2 chữ Kanji, 幽 (yū), nghĩa là "uể oải" hoặc "lờ mờ" và 霊 (rei), nghĩa là "tâm hồn" hoặc "tinh thần". Tên thay thế bao gồm là 亡霊 (Vong Linh, Bōrei), có nghĩa là tinh thần bị hủy hoại hoặc rời đi, 死霊 (Shiryō) có nghĩa là linh hồn chết, hoặc bao gồm nhiều hơn là 妖怪 (Yōkai) hoặc お化け (Obake). Giống như các đối tác Trung Quốc và phương Tây, họ được cho là những tâm hồn bị cấm khỏi thế giới bên kia.

## Xuất hiện
Yūrei sẽ phát hiện khi khao khát báo thù của họ bị đặt ra, bởi chính Yurei hoặc bởi các thành viên gia đình của nó.

### Trang phục của Yūrei
Ngày nay, sự xuất hiện của yūrei có phần đồng nhất, ngay lập tức báo hiệu bản chất ma quái của hình vẽ, và đảm bảo rằng nó là xác thực về mặt văn hóa.
- Áo trắng: Yūrei thường được mặc màu trắng, biểu thị chôn cất kimono màu trắng dùng ở nghi lễ tang lễ vào Thời kỳ Edo. Ở Thần đạo, màu trắng là màu của sự thuần khiết trong nghi lễ, theo truyền thống dành riêng cho các linh mục và người chết.[6] Bộ kimono này có thể là katabira (một bộ kimono trắng đơn giản, không gợn sóng) hoặc kyokatabira (một thanh katabira trắng khắc kinh điển Phật giáo). Họ đôi khi có hitaikakushi (nghĩa là "che trán"), đó là một mảnh vải hình tam giác nhỏ màu trắng buộc quanh đầu.[7][8]
- Tóc đen: Tóc của yūrei thường dài, đen và rối bù, mà một số người tin là nhãn hiệu được mang từ nhà hát kabuki,[9] nơi tóc giả được sử dụng cho tất cả các diễn viên.[10] Đây là một quan niệm sai lầm: phụ nữ Nhật Bản theo truyền thống mọc tóc dài và mặc nó ghim lên,[11] và nó đã được thả xuống cho tang lễ và chôn cất.[12]
- Tay và chân: Tay của yūrei được cho là treo lủng lẳng vô hồn từ cổ tay, được giữ rộng ra với khuỷu tay gần cơ thể. Chúng thường thiếu chân và bàn chân, lơ lửng trong không khí. Những tính năng này bắt nguồn từ bản ukiyo-e ở thời kỳ Edo và nhanh chóng được sao chép sang kabuki.[4] Ở kabuki, việc thiếu chân và bàn chân này thường được thể hiện bằng cách sử dụng kimono rất dài hoặc thậm chí nâng diễn viên lên không trung bằng một loạt dây thừng và ròng rọc.[13]
- Hitodama: Yūrei thường được miêu tả là đi kèm với một cặp lửa nổi hoặc ma trơi (hitodama ở Nhật Bản) trong các màu kỳ lạ như xanh dương, xanh lá cây hoặc tím. Những ngọn lửa ma quái này là những phần riêng biệt của hồn ma chứ không phải là những linh hồn độc lập.[14]

## Trừ tà
Cách dễ nhất để xua đuổi một yurei là giúp nó hoàn thành mục đích của mình. Khi lý do cho cảm xúc mạnh mẽ ràng buộc tinh thần với trái đất không còn nữa, yūrei hài lòng và có thể siêu thoát. Theo truyền thống, điều này được thực hiện bởi các thành viên trong gia đình khi thực hiện việc trả thù kẻ giết người, hoặc khi con ma thỏa mãn niềm đam mê/tình yêu của mình với người yêu, hoặc khi hài cốt của nó được phát hiện và chôn cất đúng cách với tất cả các nghi thức được thực hiện.
Cảm xúc của onryō đặc biệt mạnh mẽ và chúng ít có khả năng được bình định bằng các phương pháp này.